# Sebastes glaucus
Sebastes glaucus är en fiskart som beskrevs av Hilgendorf, 1880. Sebastes glaucus ingår i släktet Sebastes och familjen kungsfiskar. Inga underarter finns listade i Catalogue of Life.